# Microsoft Expression Studio
Microsoft Expression Studio — пакет  программ компании Microsoft, предназначенных для разработчиков и дизайнеров.
В состав Microsoft Expression Studio входят продукты:
- Microsoft Expression Web — визуальный редактор HTML.
- Microsoft Expression Blend — WYSIWYG-инструмент для проектирования пользовательского интерфейса приложений, создаваемых на основе Windows Presentation Foundation. Blend также можно рассматривать как эффективный визуальный редактор для формата XAML.
- Microsoft Expression Design — профессиональный инструмент для графического дизайна и подготовки иллюстраций, который позволяет создавать элементы пользовательского интерфейса для настольных и web-приложений.
- Microsoft Expression Media — Специальное приложение для создания каталогов медиафайлов.
- Microsoft Expression Encoder — средство кодирования видео.

20 декабря 2012 г. Microsoft объявила, что продукты Expression будут прекращены, а Blend станет самостоятельным инструментом с Visual Studio 2012 Update 2, Expression Studio 4 Ultimate и Expression Studio 4 Web Professional, которые больше не доступны для продажи, но поддерживаются через их жизненного цикла поддержки, Expression Design 4 и Expression Web 4 доступны в виде неподдерживаемых бесплатных выпусков, Expression Encoder 4 Pro доступен для покупки до 2013 года, а Expression Encoder 4 по-прежнему доступен для бесплатной загрузки.